# Espelho infinito

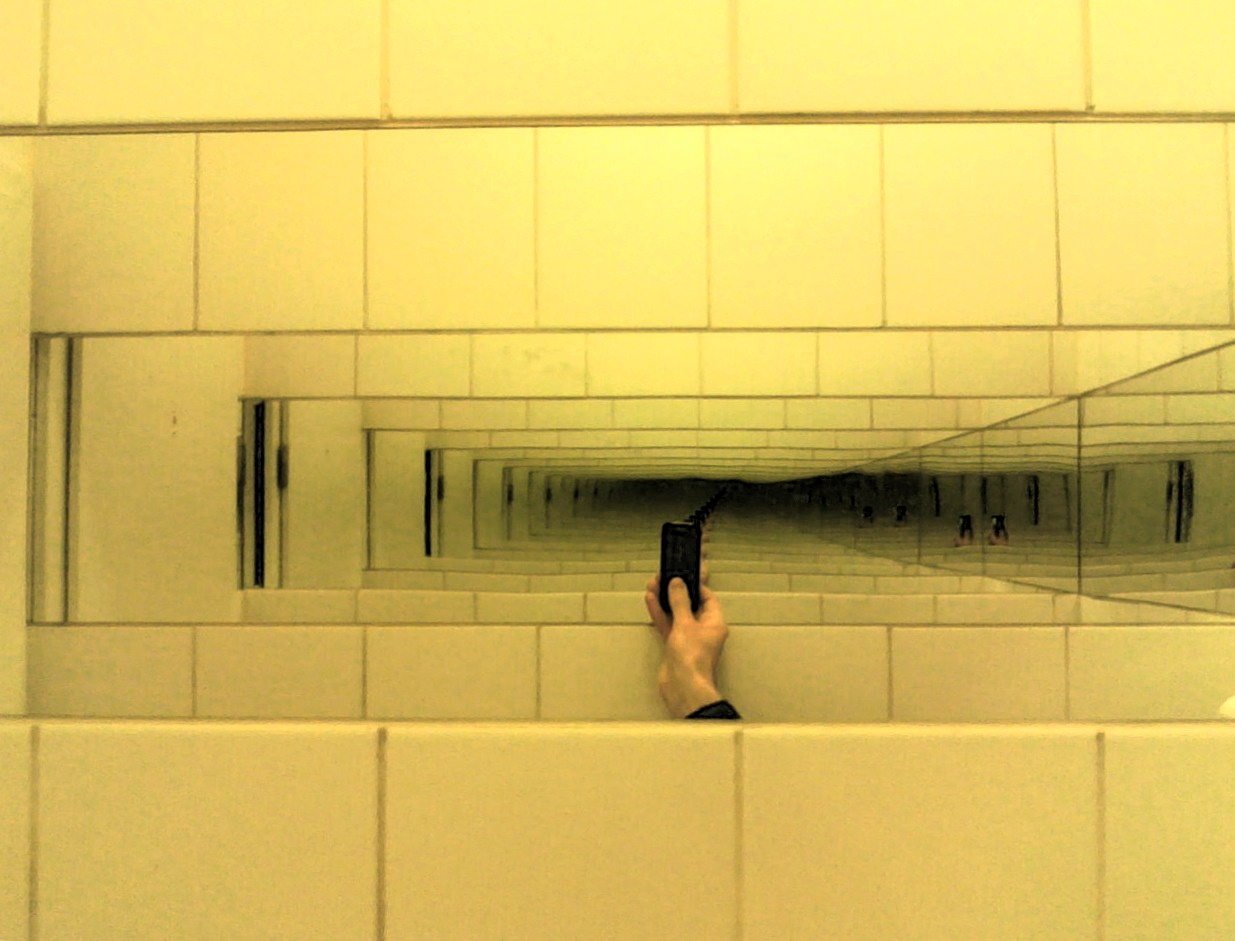
Um efeito de espelho infinito visto entre os espelhos

Espelho infinito é um par de espelhos paralelos, que criam uma série de reflexões menores e menores que parecem regredir em uma distância infinita.

## Definição

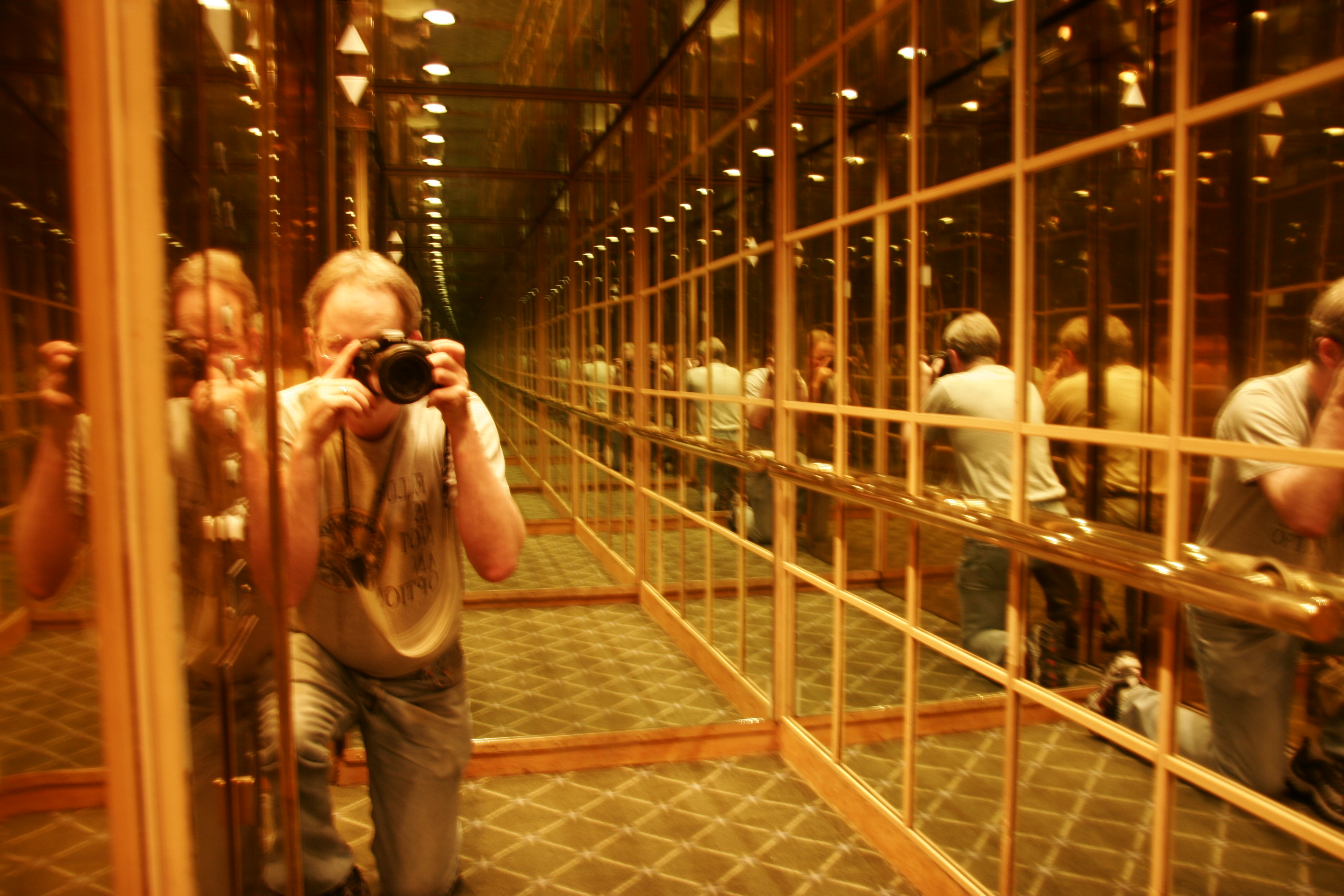
Um efeito de espelho infinito na visão do fotógrafo.

Em um clássico espelho infinito autônomo, um conjunto de lâmpadas LEDs ou outras luzes de ponto-fonte são colocados ao redor da periferia de um espelho totalmente reflexivo, e um segundo, parcialmente reflexivo "espelho unidirecional" é colocado uma curta distância em frente, num alinhamento paralelo. Quando um observador externo olha para a superfície do espelho parcialmente reflexivo, as luzes parecem retroceder para o infinito, criando a aparência de um túnel de luzes de grande profundidade.
Alternativamente, esse efeito também pode ser visto quando um observador fica entre dois espelhos paralelos, totalmente reflexivos, como em alguns vestiários, banheiros públicos, alguns elevadores ou uma casa de espelhos. Uma versão mais fraca deste efeito pode ser vista em pé entre quaisquer duas superfícies reflexivas paralelas, como as paredes de vidro. O vidro parcialmente reflexivo produz esta sensação, diluída pelo ruído visual das vistas através do vidro para o ambiente circundante.

## Efeito
O efeito espelho infinito é produzido sempre que há duas superfícies reflexivas paralelas que podem saltar um feixe de luz para trás e para frente um número indefinido (teoricamente infinito) inúmeras vezes. As reflexões parecem retroceder na distância porque a luz realmente está percorrendo a distância que parece estar viajando.
Por exemplo, em um espelho infinito de dois centímetros de espessura, com as fontes de luz a meio caminho, a luz da fonte inicialmente viaja um centímetro. A primeira reflexão viaja um centímetro para o espelho traseiro e depois dois centímetros para, e através do espelho frontal, um total de três centímetros. A segunda reflexão desloca-se dois centímetros do espelho frontal ao espelho traseiro, e novamente dois centímetros do espelho traseiro para, e através do espelho frontal, totalizando quatro centímetros, mais a primeira reflexão (três centímetros) fazendo a segunda reflexão sete centímetros de distância do espelho frontal. Cada reflexão sucessiva acrescenta mais quatro centímetros ao total (a terceira reflexão aparece com onze centímetros de profundidade, a quarta com quinze centímetros de profundidade e assim por diante).
Cada reflexão adicional acrescenta comprimento ao caminho que a luz deve percorrer antes de sair do espelho. Se os espelhos não são precisamente paralelos, mas em vez disso são inclinados em um ângulo leve, o "túnel visual" será percebido como curvo (fora de um lado) como ele recua no infinito.
Quando estudada usando os princípios da ótica geométrica, a série de imagens repetidas forma a infinita superfície de revolução conhecida como Trombeta de Gabriel, ou Trompeta de Torricelli, nomeada em homenagem ao matemático italiano Evangelista Torricelli, que o estudou pela primeira vez. Em teoria, tal superfície é infinita em área, mas encerra um volume finito.